# やしろよう
やしろ ようは、日本の作詞家。

## 主な作品
- 渥美二郎
  - 浪花夜景
  - 夕凪の宿
- 角川博
  - 倖せ遠まわり
- 黒川真一朗
  - なみだ雨
- 坂本冬美
  - ふたりの大漁節
- 浜圭介&桂銀淑
  - 北空港
- 原田悠里
  - 俺に咲いた花
  - 木曽路の女
  - 安曇野
  - みちのく雪灯り
- 松原のぶえ
  - 風みなと
- 美空ひばり
  - 人生吹きだまり
- 森進一
  - 残り香
- 森山愛子
  - 恋酒
  - おんなの神輿
- 山川豊
  - 放浪ごころ

| スタブアイコン | サブスタブ | この項目は、まだ閲覧者の調べものの参照としては役立たない、音楽関係者（バンド等）に関連した書きかけの項目です。この項目を加筆・訂正などしてくださる協力者を求めています（P:音楽/PJ:芸能人）。 |